# Rosalie Levasseur
Marie-Rose-(Claude-)Josephe Levasseur (o Le Vasseur), nota all'epoca come Mademoiselle Rosalie, e poi passata alla storia come Rosalie Levasseur (Valenciennes, 8 ottobre 1749 – Neuwied, 6 maggio 1826) è stata un soprano francese, rimasto nella memoria soprattutto per la sua collaborazione con il musicista tedesco Christoph Willibald Gluck.

## Biografia
Nata nel 1749, era figlia naturale del pittore ventiquattrenne Jean-Baptiste Levasseur e della giovane diciassettenne Marie-Catherine Tournay i quali la legittimarono soltanto nel 1761, celebrando finalmente il loro matrimonio a Parigi. Niente si sa sulla sua formazione musicale e canora, se non che fece precocissima, nel 1766, la sua prima apparizione sui palcoscenici dell'Académie Royale de Musique (Opéra) di Parigi, come Zaide in una ripresa della quarta entrée de L'Europe galante di Campra, nel quadro di uno spettacolo di fragments o  (spectacle coupé), genere allora molto in voga. Dopo un anonimo e lungo periodo di noviziato durante il quale fu impiegata come rimpiazzo e soltanto saltuariamente si vide affidare ruoli nuovi, comunque di carattere minore, la sua posizione nella compagnia dell'Opéra mutò radicalmente dopo l'arrivo di Gluck a Parigi, nel 1774. Da un lato, il nuovo maestro si scontrò pesantemente in pratica con tutto l'entourage del teatro parigino, e in particolare con la primadonna in carica, Sophie Arnould, la tensione con la quale si rivelò alla fine insuperabile; d'altro canto, la Levasseur poteva invece godere di appoggi invidiabili: era l'amante di lungo corso dell'ambasciatore imperiale, Florimond de Mercy-Argenteau, connazionale di Gluck, il quale godeva di grande influenza sulla delfina di Francia Maria Antonietta; la delfina stessa, poi, era un'ex-allieva del Kapellmeister tedesco. All'inizio, "Mlle Rosalie" si vide di nuovo affidare una particina insignificante (una donna greca) alla prima dell'Iphigénie en Aulide in aprile, ma quattro mesi dopo, nell'Orphée et Euridice, interpretò il ben più rilevante ruolo di Amore che era stato anche rafforzato con l'inserimento di una seconda arietta non presente nell'edizione italiana originaria. In una lettera indirizzata all'ambasciatore austriaco il 16 agosto, Gluck chiariva in modo esplicito la situazione, assicurando il diplomatico che, nell'attesa di poter organizzare in loco un'efficace scuola di canto, avrebbe nel frattempo dedicato ogni sua attenzione a Mlle Rosalie che contava di far divenire una cantante di rilievo. L'anno successivo quest'ultima subentrò all'Arnould nei ruoli protagonistici di Ifigenia ed Euridice nella riprogrammazione delle due opere (nuova versione della prima e riprese della seconda), dopodiché fu promossa primo soprano della compagnia vedendosi affidare il ruolo del titolo nelle maggiori opere gluckiane successive, Alceste il 23 aprile 1776, Armide il 23 settembre 1777, e Iphigenie en Tauride il 18 maggio 1779. In occasione dei suoi soggiorni parigini del 1776 e 1777 Gluck andò addirittura ad abitare nella casa della cantante. L'inopinata promozione della Levasseur provocò una valanga di polemiche. I chiacchieroni bene informati non mancarono di mettere in rilievo le protezioni altolocate di cui la cantante poteva godere; nuovi versi furono fatti circolare per essere cantati sull'aria "Tous les bourgeois de Châtres" di Claude Balbastre, nei quali si dava dello stupido al conte di Mercy-Argenteau e della sgualdrina alla cantante, definita anzi "regina impudente delle più luride puttane" (reine impudente des plus sales catins). Nel 1778 Mademoiselle Beaumesnil, la più agguerrita delle sue concorrenti (avevano esordito contemporaneamente nel 1766), non esitò ad inviare una lettera al «Journal de Paris» nella quale si lamentava pubblicamente dell'ingiustizia a suo giudizio patita e minacciava di abbandonare il teatro.
La posizione della Levasseur non poté comunque essere scalfita dalla polemiche, anche perché, grazie alle cure dedicatele da Gluck, aveva acquisito una capacità drammatica e una maestria interpretativa prima insospettate, ed ella apparve anche, senza mai comunque brillare troppo per abnegazione, in opere degli altri grandi autori allora in auge a Parigi, da André Grétry a François-André Danican Philidor, da Johann Christian Bach a Antonio Sacchini. Per il grande rivale di Gluck, Niccolò Piccinni, però, creò un solo personaggio, Angelica, all'atto del debutto parigino del compositore pugliese con il Roland, lasciando per il seguito i nuovi melodrammi da lui presentati all'Opéra alle sue sostitute, Marie-Joséphine Laguerre e Antoinette Saint-Huberty. Dopo aver conseguito nel 1782 l'ultimo grande trionfo della sua carriera interpretando la protagonista dell'Électre di Jean-Baptiste Lemoyne, l'anno successivo lasciò alla Saint-Huberty il personaggio di Armida nel Renaud di Sacchini alla sua quarta rappresentazione, dopodiché non risulta che ella facesse alcun ulteriore serio tentativo per continuare a primeggiare sui palcoscenici del maggiore teatro parigino, limitandosi a molto sporadiche apparizioni in riprese di opere precedenti (tra cui l'Iphigénie en Tauride il 21 dicembre 1783), e comparendo per l'ultima volta a corte il 14 giugno 1784 nel ricevimento di gala organizzato per il re di Svezia Gustavo III. Il ritiro ufficiale dagli organici dell'Académie Royale de Musique data dal 1785.
Nel 1783 la Levasseur aveva ottenuto un semestre di congedo dall'Académie in connessione con il suo stato di gravidanza, e aveva dato alla luce, il 14 settembre, un figlio cui fu dato il nome di Alexandre Henri Joseph e che fu registrato come figlio di N.N. La Levasseur continuò il suo ménage con il conte di Mercy-Argenteau, padre putativo del bambino, anche se la notizia di un matrimonio segreto successivamente celebrato tra i due appare destituita di fondamento. Il conte rimase ambasciatore imperiale a Parigi fino allo scoppio della Rivoluzione francese, quando fu trasferito prima al governatorato dei Paesi Bassi austriaci, poi, nel 1794, all'ambasciata a Londra, posto questo che non riuscì in effetti a ricoprire per la sua sopravvenuta morte. La Levasseur era invece rimasta a Parigi, dove soggiornò fino ai giorni perigliosi del 1792, spostandosi quindi in un primo momento nella sua città natale di Valenciennes, e riuscendo poi, dopo la morte del suo compagno di vita, a trasferirsi in successione a Vienna, Paderborn e Neuwied, cosa che comportò il suo inserimento, nel 1796, nella lista degli émigrés, con conseguente confisca dei beni. Nel 1805 riuscì ad ottenere la propria cancellazione dalla lista in forza dell'amnistia napoleonica del 1801, e il 17 settembre dell'anno successivo sposò il vedovo divorziato André Maxime de Fouchier, di diciassette anni più vecchio di lei, ritirandosi quindi a vivere con lui a Le Pecq negli Yvelines. Nel 1810 intese legittimare, in qualche modo, il figlio nato nel 1783, adottandolo formalmente: nell'atto il giovane veniva definito "cavaliere di Noville",, e veniva dichiarato residente a Coblenza. Rimasta di nuovo vedova nel 1814, la Levasseur morì nel 1826 a Neuwied, dove si era alla fine di nuovo ritirata a passare i suoi ultimi giorni.
Julian Rushton descrive la Levasseur come una cantante piuttosto poderosa che non flessibile, e in possesso di una buona presenza scenica pur se non avvantaggiata dalla sua figura fisica.

## Repertorio originale
L'elenco dei ruoli creati originariamente da Rosalie Levasseur è tratto principalmente dalla voce sulla cantante contenuta nel libro di Spire Pitou citato in bibliografia. Eventuali scostamenti sono dettagliati in nota a piè di pagina.
| personaggio           | opera                           | autore                                             | anno |
| --------------------- | ------------------------------- | -------------------------------------------------- | ---- |
| Amore                 | Théonis                         | Pierre Montan Berton e Jean-Claude Trial           | 1767 |
| Spinette              | La Vénitienne                   | Antoine Dauvergne                                  | 1768 |
| Flore                 | La Fête de Flore                | Jean-Claude Trial                                  | 1770 |
| Amore/la sacerdotessa | Ismène et Isménias              | Jean-Benjamin de La Borde                          | 1770 |
| Una donna greca       | Iphigénie en Aulide             | Christoph Willibald Gluck                          | 1774 |
| Amore                 | Orphée et Euridice              | Christoph Willibald Gluck                          | 1774 |
| Amore                 | Azolan                          | Étienne-Joseph Floquet                             | 1774 |
| Procris               | Céphale et Procris              | André Grétry                                       | 1775 |
| Chloé                 | La Cythère assiégée             | Christoph Willibald Gluck (e Pierre Montan Berton) | 1775 |
| Baucis                | Philémon et Baucis              | François-Joseph Gossec                             | 1775 |
| Alceste               | Alceste                         | Christoph Willibald Gluck                          | 1776 |
| Ernelinde             | Ernelinde, princesse de Norvège | François-André Danican Philidor                    | 1777 |
| Armide                | Armide                          | Christoph Willibald Gluck                          | 1777 |
| Angélique             | Roland                          | Niccolò Piccinni                                   | 1778 |
| Iphigénie             | Iphigénie in Tauride            | Christoph Willibald Gluck                          | 1779 |
| Oriane                | Amadis de Gaule                 | Johann Christian Bach                              | 1779 |
| Andromaque            | Andromaque                      | André Grétry                                       | 1780 |
| Andromède             | Persée                          | François-André Danican Philidor                    | 1780 |
| Électre               | Électre                         | Jean-Baptiste Moyne, detto Lemoyne                 | 1782 |
| Armide                | Renaud                          | Antonio Sacchini                                   | 1783 |